# جيرهارد باول
جيرهارد باول (بالألمانية: Gerhard Paul) (و. 1949 – م) هو ممثل، ومغني أوبرا، من النمسا، ولد في سالزبورغ.